# NGC 2499
NGC 2499 is een balkspiraalstelsel in het sterrenbeeld Kleine Hond. Het hemelobject werd op 25 maart 1864 ontdekt door de Duitse astronoom Albert Marth.

## Synoniemen
- MCG 1-21-3
- ZWG 31.11
- PGC 22366